# University of Hawaiʻi-West Oʻahu

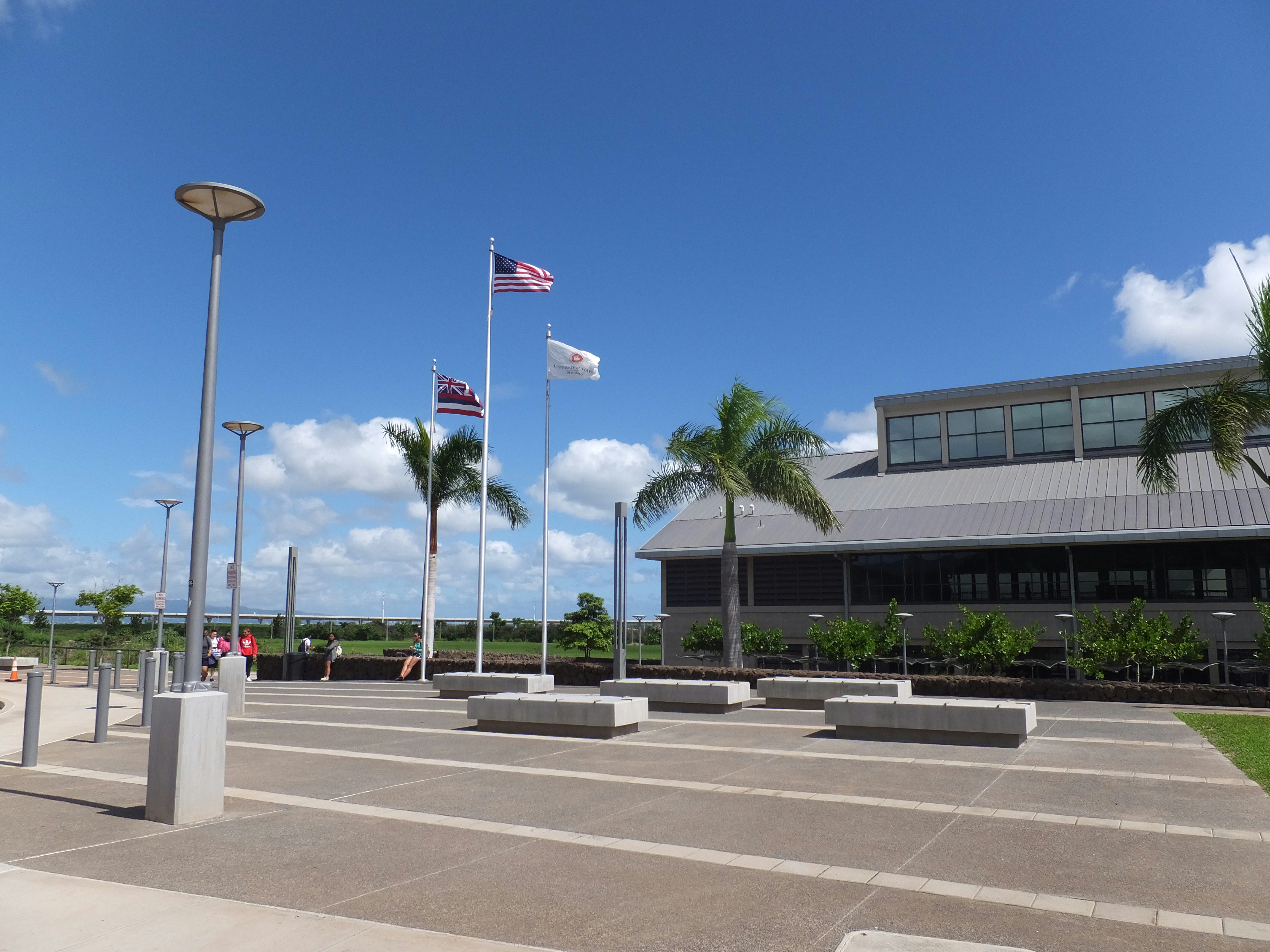
University of Hawaii–West Oahu Campus

Die University of Hawaiʻi-West Oʻahu ist eine staatliche Universität in Pearl City im US-Bundesstaat Hawaiʻi. Mit 2344 Studenten (Stand 2015) ist sie die kleinste der drei Universitäten im University of Hawaiʻi System.

## Geschichte
Die Universität wurde 1976 gegründet und ist seit 1981 als Universität akkreditiert. Ab August 2010 wurde ein neuer Campus südwestlich von Kapolei gebaut, der im August 2012 fertiggestellt und für das Semester 2012/13 eröffnet wurde.

## Studienangebot
Die Universität bietet vier Studiengänge für einen Bachelor of Arts (B.A.) an, einen für den Bachelor of Education (B.Ed.) sowie drei für den Bachelor of Applied Science. Daneben werden vier Zertifikatsprogramme angeboten.